# Zdechův mlýn
Zdechův mlýn (zvaný také Půlpytlův mlýn) je vodní mlýn v obci Světce v okrese Jindřichův Hradec. První písemná zmínka o mlýně pochází z roku 1255. Vystřídalo se zde množství majitelů a mlýn byl několikrát zcela přestavěn. Nejvýznamnější mlynářské rody byly rod Zdechů a rod Půlpytlů, podle nichž dostal objekt název. Voda pro mlýn byla přivedena od Deštenského potoka náhonem dlouhým přibližně 1,2 km.

## Historie

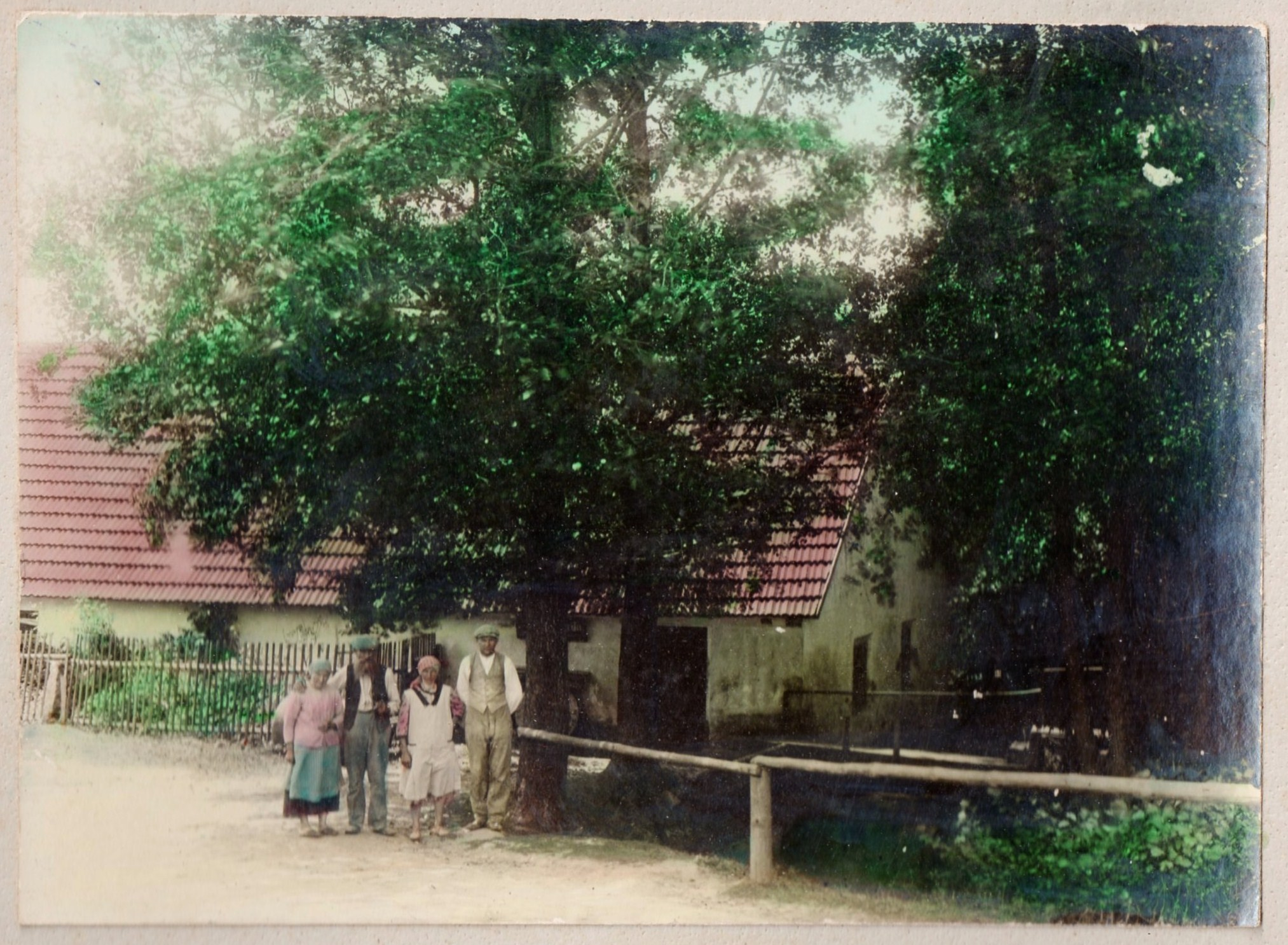
Kolorovaná historická fotografie mlýna

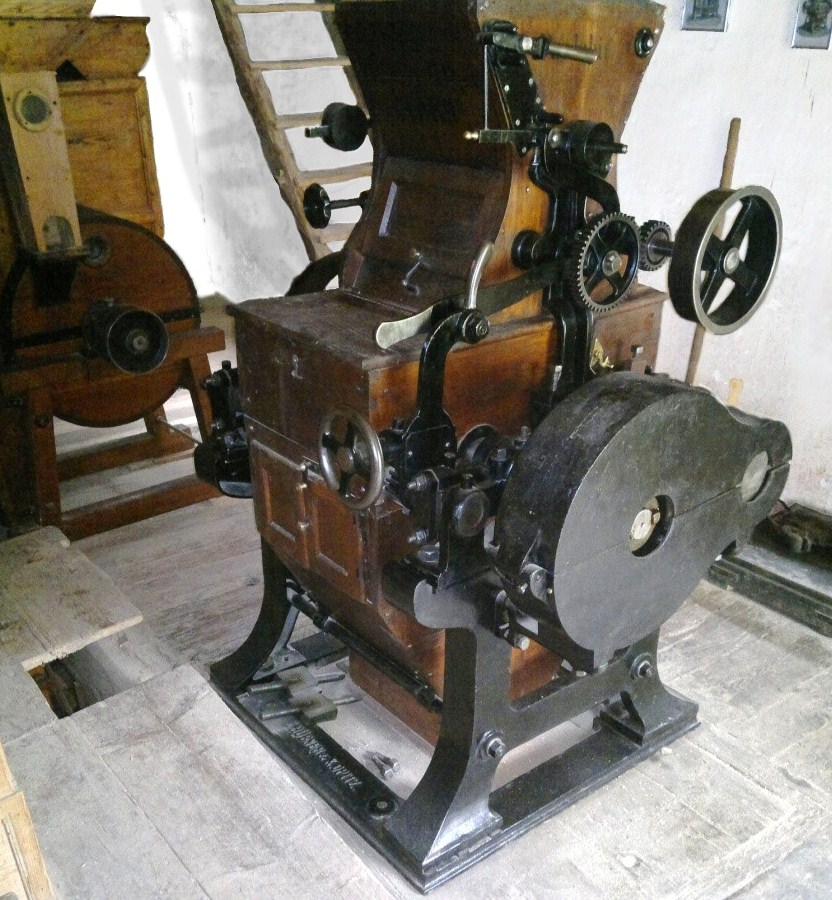
Válcová mlecí stolice

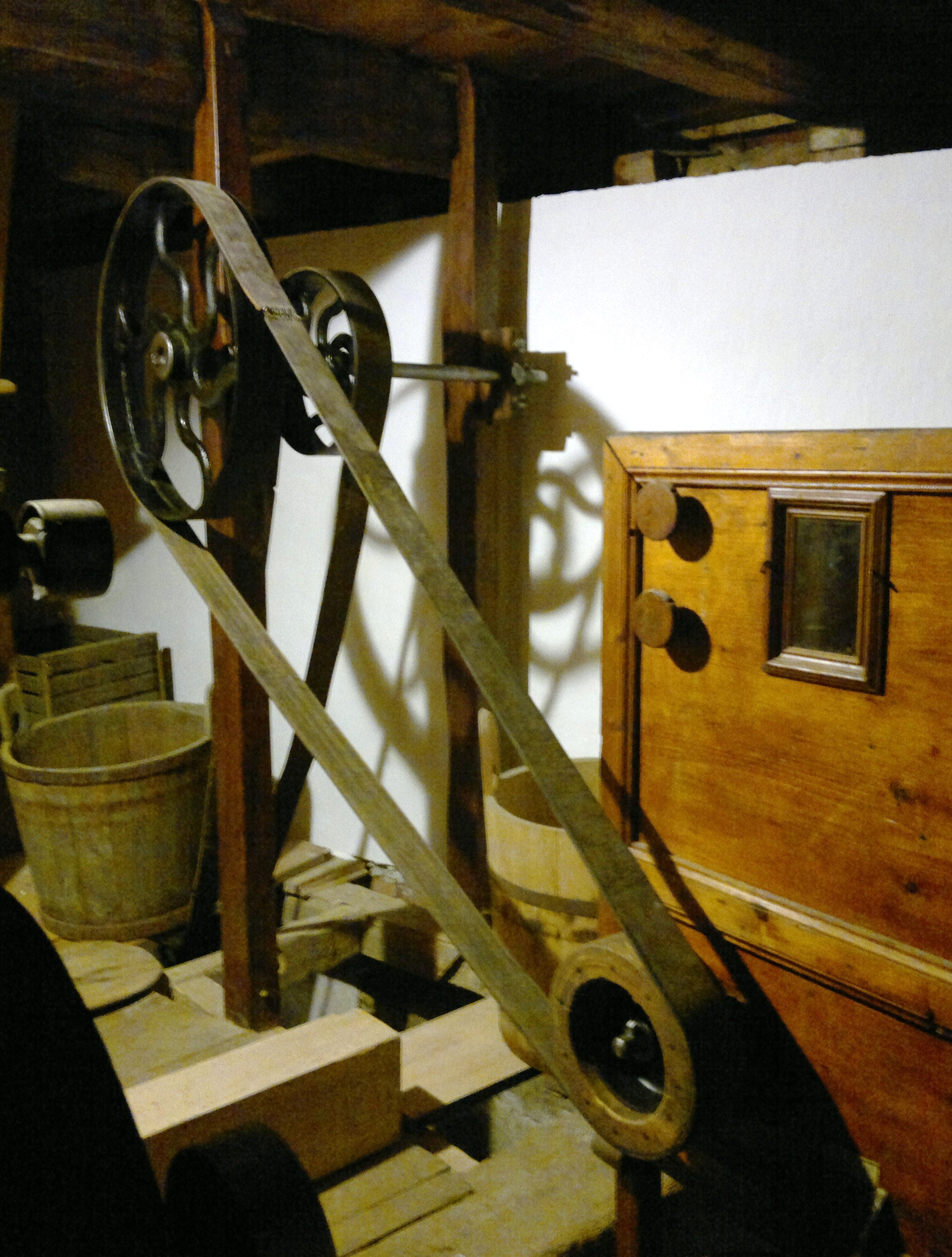
Předlohová transmise ke stroji ssavka, určenému k čištění a třídění krupic

- Zdechův mlýn od r. 1255 do r. 1486.
- Od roku 1633 do r. 1853 [??] Půlpytlův mlýn. Pak prodán Vojtěchu Pakostovi. [??]
- R. 1685 [??] prodal mlýn Martin Tkadlec Matěji Čejnů z čp. 36.
- V letech 1853 až 1858 byl mlýn Vojtěcha Pakosty z Deštné  (otec pozdějšího katechety a literáta Vojtěcha Pakosty).[1]
- R. 1858 majitelem František Veselý z Rynárce od Pelhřimova.
- 1859 majitelem Jan Málek z Proseče.
- Po r. 1860 – požár mlýna (?)
- 1879 až ? majiteli Josef a Kateřina Vondráčkovi.
- 1890 až 1895 František Souhrada. Polovinu prodal Václavu Mikšovi a ten ji přestavěl na hospodu čp. 14.
- 1895 až 1904 Rudolf Houdek z Kamenice.
- 1904 až 1906 Rudolf Šamal s Annou, dcerou J. Nováka z Babína.
- Od r. 1906 mají postupně mlýn Camrdovi.
- Mlýn v 1. čtvrtině 20. století modernizován na válcový strojní, byla zakoupena již starší válcová stolice, jež nahradila původní mlecí kameny, dále loupačka a ostatní mlýnské stroje. Přestavěna byla i pila – namísto tzv. jednušky (pila na řezivo z klád s jedním pilním listem) byla osazena katrem.
- První mlynář z rodu Camrdů zde byl Petr.
- Později, spolu s Karlem Camrdou zde mlel i jeho bratr Bedřich C., ten se mlynářskému řemeslu věnoval nejvíce, protože Karel provozoval k tomu ještě řemeslo truhlářské.
- Poslední mlynář Karel Camrda mlel do r. 1960. Dále mlel ve mlýně ve Mnichu a v Samosolech, také pracoval ve sklárně ve Včelničce v expedici skla. Zemřel v r. 1993.
- Pavel Camrda pak dostal pilu (zachovaná, dodnes provozuschopná).
- Posledním majitelem mlýna z rodu Camrdů byl Milan, který ho prodal rodině Veverků v r. 2009. Tragicky zahynul 22. června 2010 při nehodě.
- Od r. 2009 David Veverka rekonstruuje a restauruje mlýn pro muzejní účely.
- Po první světové válce měl původní Zdechův mlýn tři popisná čísla:
  - čp. 37 malá chaloupka u Podrázkých
  - čp. 14 hostinec Václava Mikše, pak Jana Čejny
  - čp. 13 mlýn Petra a Karla Camrdy

Mlýn  přístupný jako muzeum strojů a mlynářství, zpravidla po dohodě s majitelem.

## Vybavení
Ve mlýně byla dvě, později tři, celodřevěná vodní kola na vrchní vodu o průměru 2,7 metru, dvě pro mlýn a třetí pohánělo sousední pilu. Původně zde bylo jedno, později dvě obyčejná kamenná mlecí složení. Před rokem 1915 a v následujících letech byla technologie modernizována – osazena starší válcová mlecí stolice a ostatní mlýnské stroje (loupačka, hranolové vysévače (třídiče), ssavka, reforma, koukolník – trieur, tarár se žejbrem, kapsové dopravníky, pohon doplněn převody a transmisemi). V první polovině 20. století byla samostatně namontována turbína typu Bánki pro pohon osvětlovacího dynama.
Mlýn je kompletně dochován se strojní technologií z let 1890 až 1924. Unikátní je především válcová mlecí stolice firmy J. Hübner a K. Opitz – Pardubice z roku 1890, ssavka a mlýnská hranice.